# 5004 Bruch
5004 Bruch este o planetă minoră (asteroid), cu un diametru de 3,619 km, din centura de asteroizi. A fost descoperită pe 8 septembrie 1988 la Thüringer Landessternwarte Tautenburg⁠(d) de Freimut Börngen și a fost numită după Max Bruch. 
Obiectul prezintă o orbită caracterizată de o semiaxă mare de 2,2405529 UAi, o excentricitate de 0,07, o înclinație de 3,34264 ° în raport cu ecliptica.